# Alejandro Zambra
Alejandro Andrés Zambra Infantas (Santiago de Xile, 24 de setembre de 1975) és un escriptor xilè.

## Biografia
Va néixer a Villa Portales i va viure els seus primers anys a Valparaíso i Villa Alemana. Quan tenia cinc anys d'edat la seva família es va mudar a la vila Las Terrazas, a Maipú. Va estudiar a l'Instituto Nacional José Miguel Carrera, després va ingressar a la Universitat de Xile i es va llicenciar en Literatura Hispànica. Després de diplomar-s'hi el 1997 se'n va anar a Madrid a seguir el Curs de Postgrau en Filologia Hispànica de l'Institut de la Llengua Espanyola (CSIC). En 2008 es va doctorar en Literatura per la Universitat Catòlica
Va ser profsesor de la Facultat de Comunicació i Lletres de la Universitat Diego Portales durant més de deu anys. Va editar, juntament amb el poeta Andrés Anwandter, la revista de poesia Humo i amb la periodista Andrea Insunza la revista Dossier. Ha col·laborat amb crítiques literàries i columnes en diversos periòdics com Las Últimas Noticias (on durant tres anys va tenir la columna Hoja por hoja), El Mercurio, La Tercera i The Clinic; també ha escrit pel suplement literari Babelia d' El País, la revista espanyola Turia o la mexicana Letras Libres.
El 2015 la Biblioteca Pública de Nova York el va becar amb un sojorn de nou mesos en aquesta ciutat perquè treballés en un llibre sobre biblioteques, anomenat Cementerios personales. Allí va conèixer Jazmina Barrera, una assagista mexicana; es van casar i van decidir instal·lar-se en Ciutat de Mèxic, on resideixen des de 2017. Tenen un fill, Silvestre.

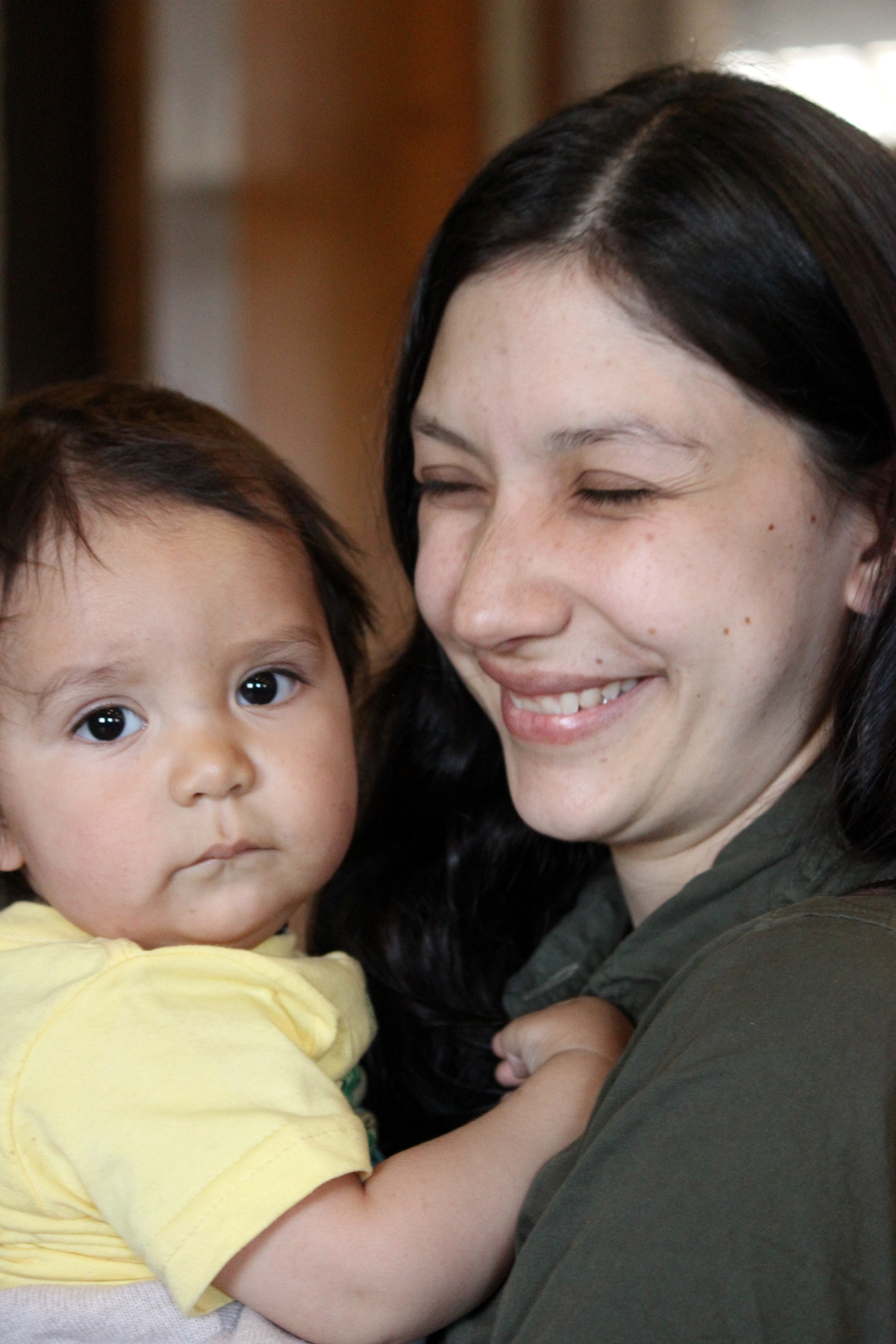
Jazmina Barrera i Silvestre Zambra el 2018

Zambra i Barrera han traduït conjuntament La balada de Rocky Rontal, de Daniel Alarcón (Estruendomudo, Santiago, 2017) i Pequeñas labores, de Rivka Galchen (Ediciones Antílope, México, 2018).

## Obra poètica
Zambra va començar la seva carrera literària com a poeta. El seu primer poemari, Bahía Inútil,va ser publicat en 1998. El seu segon poemari, Mudança, es va publicar en 2003. Aquest es tracta d'un poema narratiu on són presents diverses històries vetllades i interrelacionades. Així mateix, en aquest segon llibre de poesia comença la transició de Zambra cap a la narrativa. El poemari s'ha reeditat nombroses vegades, la més recent en 2017 per Ediciones Antílope.

## Obra narrativa
El 2006 va aparèixer en l'editorial espanyola Anagrama la seva primera novel·la, Bonsái. A l'any següent, sota el mateix segell editorial, va publicar La vida privada de los árboles. Quatre anys més tard, en 2011, Zambra va publicar també a Anagrama Formas de volver a casa, que pot considerar-se com el tancament de la trilogia oberta per les dues novel·les anteriors. Les seves novel·les han estat traduïdes a al voltant de vint idiomes i alguns dels seus contes, en versions de Megan McDowell, han estat publicats en revistes tan prestigioses com The New Yorker, The Paris Review, Harper's, McSweeney's, Tin House i Believer.
El 2013 va publicar Mis documentos, la seva primera incursió en les col·leccions de relats breus. Els relats continguts en ell confinen també amb el conte, l'assaig personal, les memòries i el diari. El març de 2020 publica la novel·la Poeta chileno.

### Estilo
La narrativa de Zambra està construïda a partir d'una memòria que busca construir-se el seu propi espai, es tracta d'una memòria d'un passat marcat per la violència però que intenta domesticar-se un futur. En conseqüència, en el seu estil predominen les narratives del “jo”. Per exemple, en Formas de volver a casa, es pot afirmar que estem davant un cas d'autoficció perquè la identitat de l'autor, narrador i personatge principal estan establertes com una mateixa implícitament.
La prosa de Zambra destaca per la influència que el minimalisme té en ella. Això és palès en particular en les seves dues primeres novel·les, Bonsái i La vida privada de los árboles. L'autor busca mostrar la “bastimentada” de la literatura per a qüestionar les categories de realitat i ficció, així com per a mostrar la bellesa profunda i l'extraordinari d'històries que usualment van ser descartades o ni tan sols enunciades.

### Temes
En les seves novel·les Bonsái i Formas de volver a casa, així com en diversos dels seus relats continguts en Mis documentos, la clau de la lectura és la figura de l'estudiant de literatura que esdevé després en escriptor. Això dona peu a una metareflexió sobre l'exercici literari i escriptural. En aquestes obres, la literatura apareix com un refugi.
Zambra també ha abordat temes polítics, amb major claredat en Formas de volver a casa. A la novel·la, es pregunta com l'apatia política tant durant la dictadura com després d'ella ha modelat la capacitat afectiva dels xilens actuals, especialment aquells que integren la seva generació.

## Facsímil
El treball experimental de Zambra es manifesta en Facsímil, llibre publicat en 2014 i de classificació complicada perquè es combinen exercicis de llenguatge amb fragments més pròxims a la poesia, però també l'estil de l'assaig i fins i tot de la narrativa. Es basa en l'estructura de la Prova d'Aptitud Acadèmica, aplicada a Xile com a part dels exàmens d'ingrés a la universitat entre 1967 i 2002; la secció verbal d'aquesta prova consistia en 90 preguntes de selecció múltiple, distribuïdes en cinc seccions.
D'altra banda, Zambra considera que, llegit des de Xile, Facsímil detona reflexions entorn de problemes morals plantejats en el llibre. Entès des del seu context, es descobreix la reflexió al voltant d'una educació que no busca pròpiament educar, sinó entrenar per a perpetuar estereotips, exercir una doble moral i esborrar la necessitat de l'ètica.

## Obra assatgística
L'obra crítica, assatgística i de cronista que Zambra va escriure entre 2002 i 2010 en mitjans com Las Últimas Noticias, La Tercera i El Mercurio, es va reunir i publicar sota el títol No leer per Ediciones Universidad Diego Portales. El 2018, el llibre va ser reeditat, aquesta vegada sota el segell editorial d'Anagrama, es van agregar més textos i molts van ser modificats i fins i tot reescrits completament.

## Influències
Responent a una pregunta sobre Marcel Proust, va dir: "Mai he sentit una influència estilística veritablement determinant, excepte al principi, als 15 anys, quan vaig llegir els poemes breus de Pound. Vaig escriure, en aquest temps, un llibre titulat Hamartía, que era una col·lecció d'imatges sobre espècies d'errors, o instants contradictoris. Crec que no eren molt bons, però sí que tinc consciència d'haver imitat l'estil d'aquests poemes de Pound, i d'aquesta escola vaig heretar un desig de precisió. Després, en llegir Proust, no va passar pel meu cap escriure així. Però gaudeixo molt aquestes lectures".
Sobre la literatura xilena, deia en 2003 que "en la prosa, crec que el millor escriptor xilè de tots els temps és José Santos González Vera, que té un mestratge impressionant per a captar el paisatge de ciutat xilè, el meu paisatge. Juan Emar també m'interessa molt".

## Adaptacions cinematogràfiques
Dues de les seves obres han estat adaptades al cinema. Bonsái va ser adaptada per Cristián Jiménez, la pel·lícula es va presentar al Festival Internacional de Cinema de Canes de 2011. “Vida de familia”, un dels contes inclosos a Mis documentos, també va ser adaptat cinematogràficament en 2016. El guió va ser escrit pel mateix Zambra i l'adreça va estar a càrrec de Cristián Jiménez i Alicia Scherson. La cinta es preestrenó el 13 de desembre de 2016 en Matucana 100, en una funció a benefici de Jorge Becker, protagonista de la pel·lícula.

## Obra

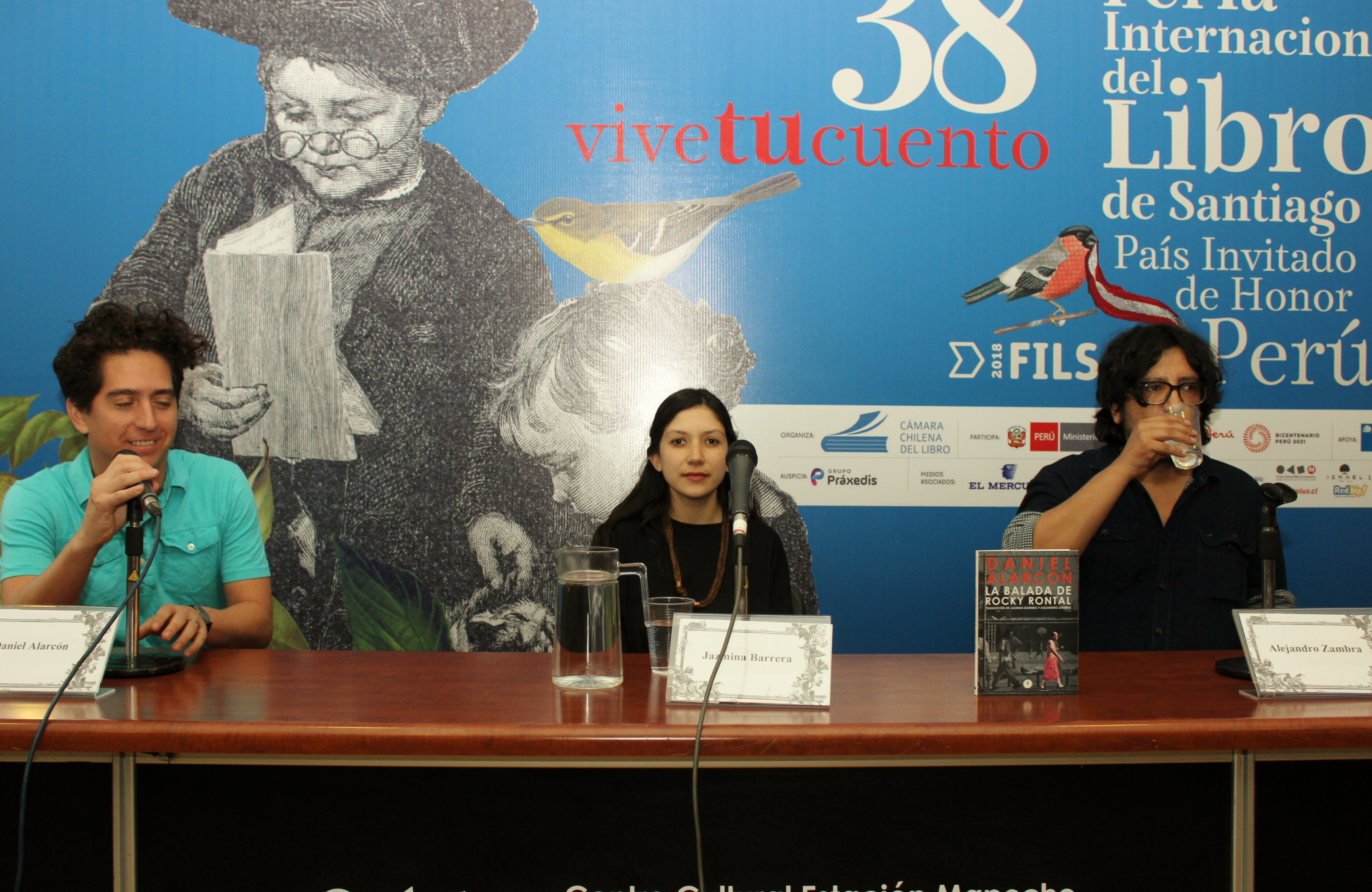
Zambra (dreta) amb Daniel Alarcón i Jazmina Barrera al FILSA de 2018.

### Novel·les
- 2006: Bonsái
- 2007: La vida privada de los árboles
- 2011: Formas de volver a casa
- 2014: Facsímil
- 2020: Poeta chileno

### Contes
- 2013: Mis documentos
- 2016: Fantasía (amb il·lustracions de Javiera Hiault-Echeverría; edició bilingüe castellà-anglès)

### Poesia
- 1998: Bahía Inútil
- 2003: Mudanza

### Altres
- 2010: No leer
- 2018: Tema libre[8]

### Guió
- 2016: Vida de familia (per la pel·lícula homònima d'Alicia Scherson)
- 2018: La hierba de los caminos (en col·laboració amb el director Fernando Lavanderos)[8]

## Premis i reconeixements
| Llibre                         | Premi                                                                                       |
| ------------------------------ | ------------------------------------------------------------------------------------------- |
| Bonsai                         | Premi de la Crítica a la millor novel·la 2007 (atorgat per Cercle de Crítics d'Art de Xile) |
| Bonsai                         | Premi Millors Obres Literàries Publicades 2007 (Consell Nacional del Llibre i la Lectura)   |
| Bonsai                         | Finalista del Premi Altazor 2007                                                            |
| Bonsai                         | Finalista Best Translated Book of the Year 2008                                             |
| La vida privada de los árboles | Finalista del Prix du Marais 2010                                                           |
| La vida privada de los árboles | Nominat a International IMPAC Dublin Literary Award 2012                                    |
| Formas de volver a casa        | Premi Altazor 2012                                                                          |
| Formas de volver a casa        | Premi Millors Obres Literàries Publicades 2012 (Consell Nacional del Llibre i la Lectura)   |
| Formas de volver a casa        | Finalista Premi Las Américas 2012                                                           |
| Formas de volver a casa        | Finalista Premi Médicis 2012                                                                |
| Formas de volver a casa        | Finalista Premi Rómulo Gallegos 2013                                                        |
| Formas de volver a casa        | English Pen Award per la traducció a l'anglès                                               |
| Mis documentos                 | Premi Municipal de Literatura de Santiago 2014                                              |
| Mis documentos                 | Finalista Premi Hispanoamericà de Conte Gabriel García Márquez 2014                         |
| Mis documentos                 | Finalista Frank O'Connor International Short Story Award 2015                               |
| Poeta chileno                  | Premi Millors Obres Literàries Publicades 2021 (Consejo Nacional del Libro y la Lectura)    |
| Poeta chileno                  | Premi de la Crítica a la millor novel·la de 2020 (Círculo de Críticos de Arte de Chile)     |
| Poeta chileno                  | Premi José Nuez Martín, atorgat per la Universidad Católica, a la millor novel·la de 2020   |
| Poeta chileno                  | Premi Academia 2021 (Academia Chilena de la Lengua)                                         |
| Poeta chileno                  | Finalista del Premi Biennal de Novel·la Mario Vargas Llosa 2021                             |

- Premi Literarte III 2005 por el poema "Direcciones", en colaboración con la artista Sachiyo Nishimura.
- Seleccionat el 2007 pel Hay Festival i Bogotá Capital Mundial del Libro com un dels 39 escriptors llatinoamericans menors de 39 anys més importants.[27]
- Elegit el 2010 per l'edició espanyola de la revista britànica Granta com un dels 22 millors escriptors en castellà menors de 35 anys.[28]
- Premi Príncep Claus 2013[29] por el conjunto de su obra.
- Premi Periodisme d'Excel·lència 2020 UAH categoria Opinió[30]